# Hagenulopsis lipeo
Hagenulopsis lipeo is een haft uit de familie Leptophlebiidae. De wetenschappelijke naam van de soort is voor het eerst geldig gepubliceerd in 2009 door Domínguez, Molineri & Mariano.